# Mambila
Mambila ist eine bantoide Sprache der Semibantu-Sprachen.
Die Mambila-Sprache wird auch Mabila, Mambere oder Mambilla genannt und ist eine Vertreterin der mambiloiden Sprachen.
Sie ist eine Dialektkette, welches sich über Nigeria und Kamerun erstreckt. Notable Dialekte sind Barup, Bang, Dorofi, Gembu, Hainari, Kabri, Mayo Ndaga, Mbamnga, Tamien, Tepo, Warwar (in Nigeria); Ju Ba, Sunu Torbi (Torbi), Ju Naare (Gembu), Langa (in Kamerun). Bekannte Namen in der Mambila-Sprache sind, neben den dialektalen Vornamen Bea, Ble, Juli, Lagubi, Nor, Nor Tagbo, Tongbo.

## Quelle
- Ethnologue-Bericht über Mambila